# Hotel de la Bella Unión
El hotel de la Bella Unión es un edificio que se encuentra en el número 37 de la calle Palma esquina con calle 16 de septiembre en el centro histórico de la Ciudad de México y fue construido en 1840. Fue el primer edificio en México construido para funcionar como hotel y el primero construido con estructura de metal.

## Historia
En 1840 el ingeniero militar de origen italiano José Besozzi comienza la construcción de un edificio destinado a funcionar como hotel en la antigua calle de la Palma. En solo 5 meses, el ingeniero Besozzi construyó un edificio de dos pisos utilizando por primera vez en México una estructura de acero unida por remaches y ladrillo en su totalidad, con una fachada sobria y utilitaria de estilo afrancesado que carecía casi en su totalidad de adornos con la excepción de una serie de bustos que hacían alusión a los primeros presidentes de México. Fue el primer edificio con estas características en una ciudad que conservaba su traza y edificios coloniales intactos.
El hotel de la bella Unión fue escenario de varios hechos históricos durante las décadas siguientes; En 1847 durante la intervención estadounidense en México, en el hotel se fraguó la rebelión de los Polkos, dirigida por el general Matías de la Peña Barragán contra el presidente Valentín Gómez Farías y que tuvo como escenario principal a la iglesia de La Profesa.
Durante la ocupación que siguió a la guerra el hotel fue tomado por los norteamericanos y utilizado como cantina, billar, salón de baile y prostíbulo.
Al respecto, Guillermo Prieto menciona brevemente la situación del hotel durante la ocupación estadounidense, de la que se había enterado por medio de una carta.

"...En las casas de los alojados se cometieron mil atropellos. Pero donde hubiera podido formarse idea de estos comanches blancos y su cultura, es en sus bailes, haciéndolos notables entre todos, los de la Bella Unión. Allí Lucían, como no es posible explicar, las Margaritas, así bautizadas por los yanquis las mujeres perdidas, que se multiplicaron extraordinariamente, porque sus favorecedores regaban para ellas el dinero. todo era en aquel salón chillante, intenso, febril..."

Durante el porfiriato, el hotel aun era considerado uno de los principales de la ciudad: En 1892 Antonio García Cubas publica su libro Geografía e historia del distrito federal, donde menciona que en la Ciudad de México hay 36 hoteles, de los cuales menciona como los principales el Iturbide, del Jardín, Bella Unión, Gran Sociedad, Progreso o Café Anglais, Colón, Cántabro, Bazar, San Carlos, Nacional, Comonfort, Humboldt, Guardiola y Gillow. Hacia 1898 fue demolido el hotel de la gran sociedad el cual había sido fundado en 1818 y era más antiguo de la ciudad, por lo que el hotel de la Bella Unión se convirtió en el hotel más antiguo.